# 馬塞利尼奧·馬查多
馬塞利尼奧·馬查多（葡萄牙語：Marcelinho Machado，1975年4月12日—），巴西籃球運動員。現效力於巴西籃球甲級聯賽球隊弗拉門戈籃球俱樂部。他也代表巴西國家籃球隊參賽，是巴西國家隊的資深球員。